# Darganata
Darganata, precedentemente nota come Birata, è la città capoluogo dell'omonimo distretto situato nella provincia di Lebap, in Turkmenistan.